# Clemens Wijers

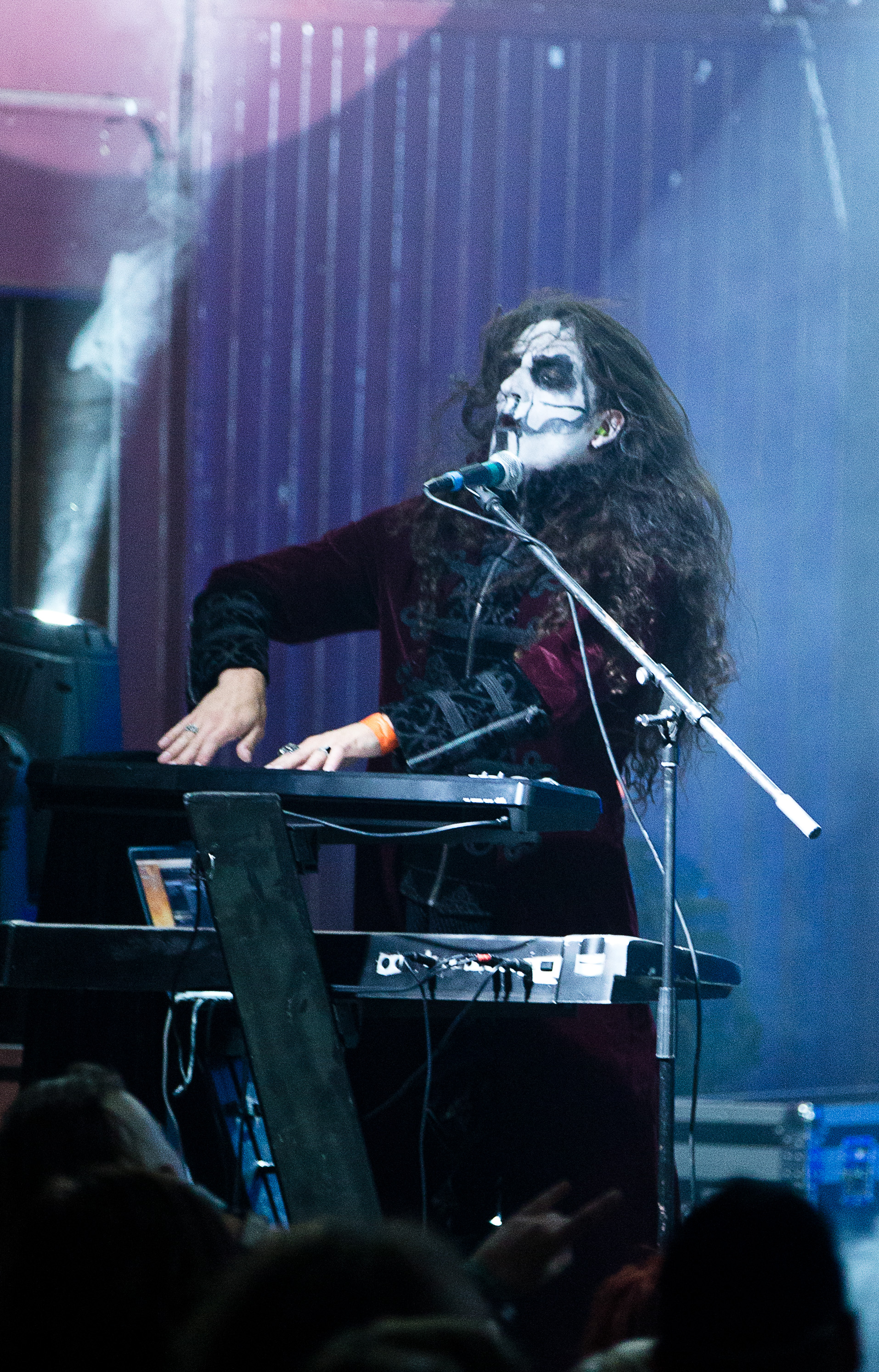
Wijers auf dem Wave-Gotik-Treffen, 2016

Clemens „Ardek“ Wijers (* 10. November 1983) ist ein niederländischer Keyboarder, Pianist und Komponist und Mitglied der 2003 gegründeten Band Carach Angren. Daneben tritt er oft als orchestraler Arrangeur für andere Projekte in Erscheinung.

## Leben
Wijers wurde 1983 geboren. Er ist der ältere Bruder von Ivo Wijers, mit dem er zusammen bei Vaultage spielte und Carach Angren gegründet hat. Im Alter von sieben Jahren begann Wijers Keyboard zu spielen und nahm acht Jahre Keyboardunterricht.
Von 2002 bis 2005 spielte Wijers Keyboard in der Death- und Black-Metal-Band Vaultage. 2002 studierte er ein Jahr lang am Fontys Conservatorium in Tilburg.
Des Weiteren ist Wijers seit 2008 auch Komponist für Werbevideos und das Fernsehen.

## Diskografie

### Solo
- Worlds (2017)

### Mit Lindemann
- Skills in Pills (2015, orchestrale Arrangements, Hintergrundgesang auf That’s My Heart)[2]
- F & M (2019, alle Instrumente auf Wer weiß das schon)
- Zunge (2023, Produzent von Alles für die Kinder)

### Mit Anderen
- Vaultage: Hallucinate Beyond (2003, Demo, Keyboard und Texte)
- Vredehammer: Pans skygge (2011, EP, Komposition des ersten Liedes)
- Bodyfarm: Battle Breed (2015, orchestrales Arrangement im elften Lied)
- Pain: Coming Home (2016, orchestrales Arrangement)
- Ex Deo: The Immortal Wars (2017, orchestrales Arrangement)
- Utbyrd: Varskrik (2017, orchestrales Arrangement)
- Nebelhorn: Urgewalt (2018, Orchestrierung von Auf Bifrösts Rücken und weiteren Passagen des Albums)